# Punjab and Haryana High Court

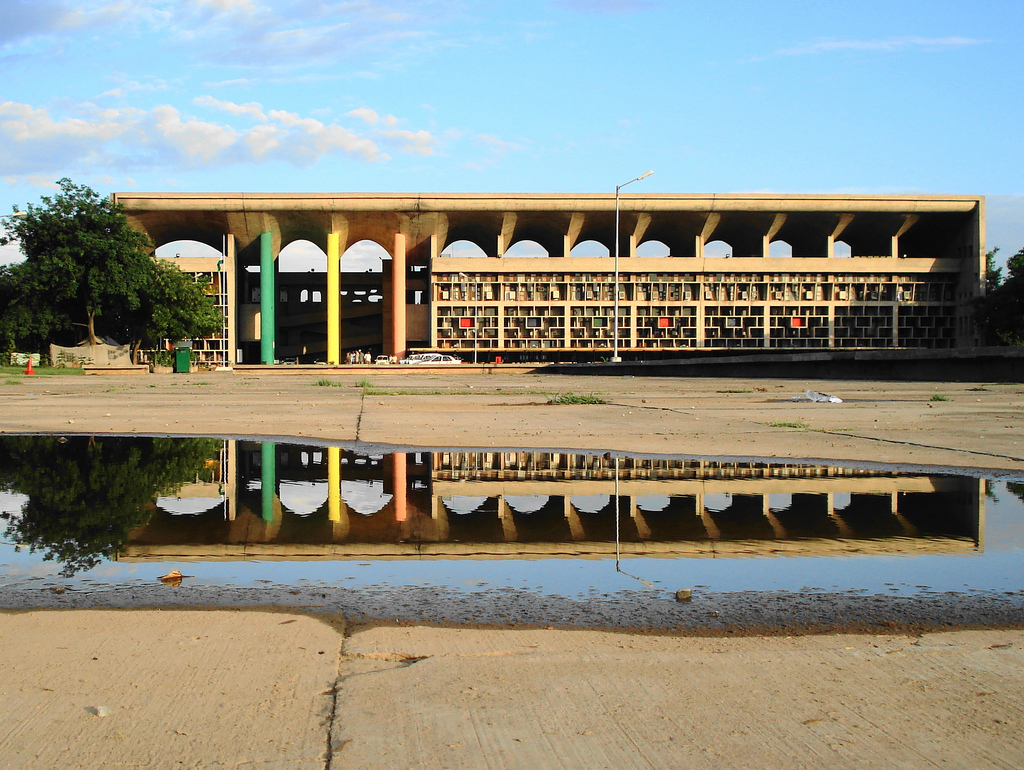
Sitz des Punjab and Haryana High Courts in Chandigarh

Der Punjab and Haryana High Court (Panjabi ਪੰਜਾਬ ਅਤੇ ਹਰਿਆਣਾ ਹਾਈਕੋਰਟ, Hindi पंजाब और हरियाणा उच्च न्यायालय) ist ein Obergericht in Indien mit Sitz in der Stadt Chandigarh. Seine Zuständigkeit erstreckt sich auf die Bundesstaaten Punjab und Haryana, sowie auf das Unionsterritorium Chandigarh.

## Geschichte
Am 16. Februar 1866 wurde in der damaligen britisch-indischen Provinz Punjab der Chief Court of the Punjab eingerichtet. Dem Gerichtshof waren die Divisionsgerichte, Distriktgerichte, und weitere Gerichte auf lokalen Ebenen untergeordnet. Mit Wirkung vom 20. März 1919 erhob Georg V. durch ein Letters Patent den Chief Court zu einem vollgültigen High Court für die Provinz Punjab und Delhi. Gesetzliche Grundlage für das königlich-kaiserliche Patent war der Government of India Act, 1915, der in Abschnitt 113 den Monarchen ermächtigte, solche Obergerichte einzurichten. Der High Court nahm seinen Sitz in Lahore, der Provinzhauptstadt, und erhielt den Namen High Court of Judicature at Lahore. Bei seiner Gründung war der High Court mit einem vorsitzenden Richter (Chief Justice) und sechs weiteren Richtern besetzt. Von 1920 bis 1943 (als das Vereinigte Königreich auf Sonderrechte für seine Staatsangehörigen in China verzichtete) hatte der High Court auch die Konsulargerichtsbarkeit für das britische Konsulat Kashgar in China.
Mit der Unabhängigkeit Indiens 1947 wurde die Provinz Punjab zwischen den neuen Staaten Indien und Pakistan geteilt. Die alte Hauptstadt Lahore kam zu Pakistan. Aus dem westlichen Teil wurde die indische Provinz Ost-Punjab und mit Inkrafttreten der indischen Verfassung im Jahr 1950 der Bundesstaat Punjab gebildet. Am 15. August 1947 wurde durch Verordnung des Generalgouverneurs Lord Mountbatten mit dem Governor General’s High Court (Punjab) Order 1947 ein neuer High Court für den bei Indien verbliebenen Teil des Punjab gegründet. Dieser High Court nahm seinen Sitz in Shimla und erhielt die Bezeichnung East Punjab High Court of Judicature. 1950 wurde der Name in Punjab High Court of Judicature geändert. Die Zuständigkeit dieses Obergerichts erstreckte sich auf den Bundesstaat Punjab und die Stadt (ab 1956 Unionsterritorium) Delhi.
Da die alte Hauptstadt Lahore verloren war, wurde eine neue Planhauptstadt für den indischen Bundesstaat Punjab in Chandigarh erbaut. Ab dem 17. Januar 1955 nahm der High Court seine Tätigkeit im heutigen Gerichtsgebäude in Chandigarh auf.

Territoriale Entwicklung des Punjab im unabhängigen Indien (P.E.P.S.U. = Patiala and East Punjab States Union)

Mit dem States Reorganisation Act 1956 wurde der Bundesstaat Punjab und der Jurisdiktionsbereich seines High Courts durch den Anschluss des früheren Bundesstaats Patiala and East Punjab States Union vergrößert.  
Seit 1952 existierte eine Zweigstelle (bench) des High Courts in Delhi, die permanent mit drei Richtern besetzt war. Mit dem Delhi High Court Act, 1966 wurde am 31. Oktober 1966 ein eigenes Obergericht für die Stadt, der Delhi High Court geschaffen, so dass diese aus dem Jurisdiktionsbereich des High Courts in Chandigarh ausschied. Nach längeren Auseinandersetzungen wurde der Bundesstaat Punjab mit dem am 1. November 1966 in Kraft getretenen Punjab Reorganisation Act, 1966 reorganisiert. Es entstand neu der Bundesstaat Haryana, und das benachbarte Unionsterritorium Himachal Pradesh wurde erheblich vergrößert. Die alte Hauptstadt Chandigarh wurde in ein Unionsterritorium umgewandelt und blieb gemeinsame Hauptstadt von Punjab und Haryana. Der dort ansässige High Court wurde dementsprechend in High Court of Punjab and Haryana umbenannt. Im Jahr 1971 erhielt auch Himachal Pradesh einen eigenen High Court. Seither ist der Jurisdiktionsbereich des Punjab and Haryana High Court auf die beiden Bundesstaaten und Chandigarh beschränkt.

## Das Gerichtsgebäude

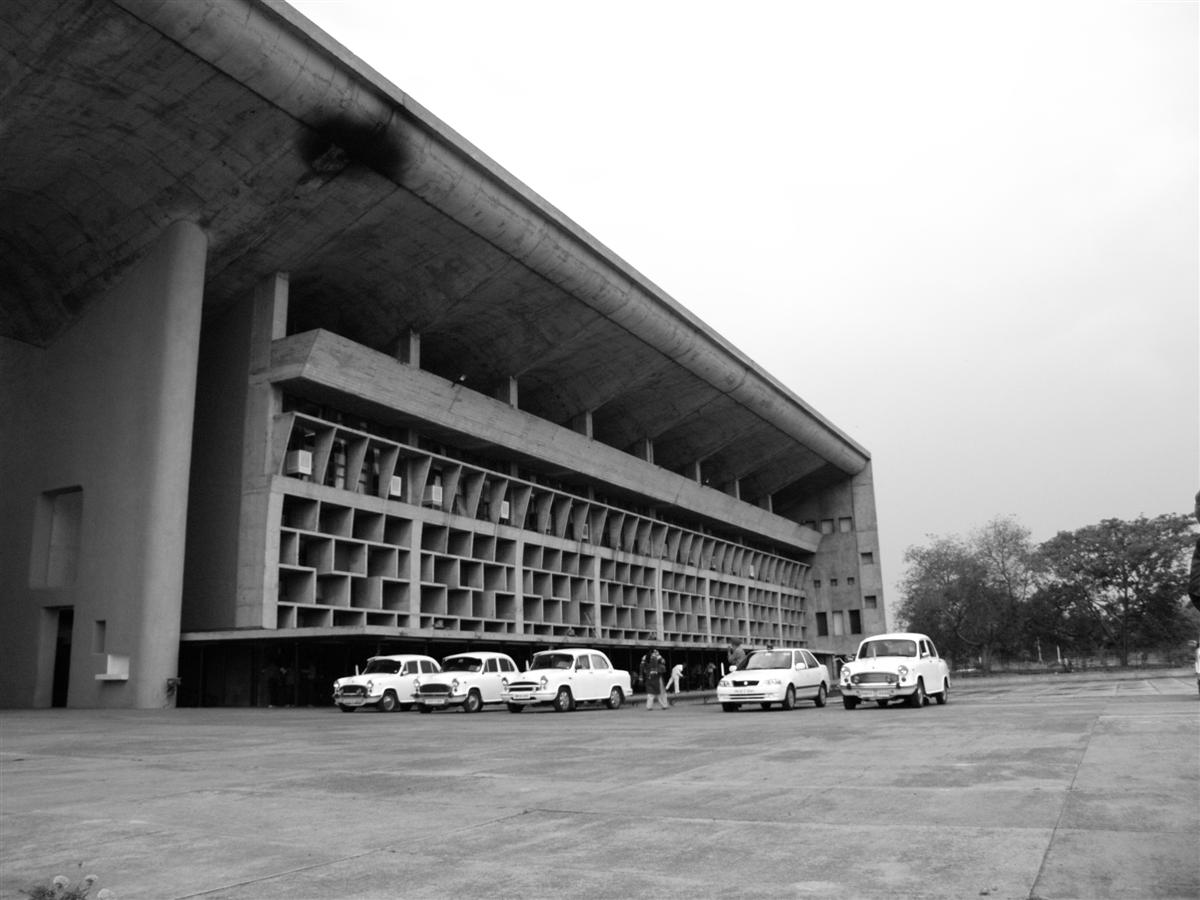
High Court-Gerichtsgebäude in Chandigarh

Der architektonische Entwurf für das Gerichtsgebäude stammt, wie auch die für viele andere staatliche Gebäude in Chandigarh, vom französischen Architekten Le Corbusier. Im Jahr 2016 wurde das Gebäudeensemble in Chandigarh, darunter der Justizpalast in das UNESCO-Weltkulturerbe aufgenommen.

## Organisation
Im Jahr 2017 waren einschließlich des Chief Justice 50 Richter am High Court tätig.
Die nächstuntere Ebene bilden die Distriktgerichte in Haryana, Punjab und Chandigarh und das Appellationsgericht ist der Supreme Court of India, das oberste Gericht Indiens.